# Podohydnangium
Podohydnangium is een monotypisch geslacht van schimmels behorend tot de familie Hydnangiaceae. Het bevat alleen Podohydnangium australe. Dit soort komt voor in Australië.